# Grand Prix d'Astillero
Le Grand prix d'Astillero (Gran Premio de Astillero, en castillan) est une régate annuelle de traînières qui a lieu à El Astillero (Cantabrie), organisée par la SDR Astillero.

## Histoire
La première édition de la régate date de 1971, dont la traînière locale est vainqueure. Astillero et Lasarte se sont réparti les cinq premières éditions, mais à la fin des années 1980 et au début des années 1990, vient une traînière qui domine l'ensemble des épreuves. Il s'agit du club des Pasajes San Juan, qui soulèvera cinq trapos[Quoi ?], dans les sept éditions disputées entre 1985 et 1991. Durant les dernières années, ce sera la traînière locale qui dominera (huit victoires au cours des dix dernières éditions), sachant qu'en 2006 et 2007 cette régate n'a pas eu lieu.

## Palmarès
| Édition | Année | Vainqueur        |
| ------- | ----- | ---------------- |
| I       | 1971  | Astillero        |
| II      | 1972  | Astillero        |
| III     | 1973  | Lasarte Michelin |
| IV      | 1974  | Lasarte Michelin |
| V       | 1975  | Astillero        |
| VI      | 1976  | Astillero        |
| VII     | 1977  | Hernani          |
| VIII    | 1978  | Astillero        |
| IX      | 1979  | Lasarte Michelin |
| X       | 1980  | Santurtzi        |
| XI      | 1981  | Kaiku            |
| XII     | 1982  | Kaiku            |
| XIII    | 1983  | Orio             |
| XIV     | 1984  | Orio             |
| XV      | 1985  | San Juan         |
| XVI     | 1986  | San Juan         |
| XVII    | 1987  | Zumaia           |
| XVIII   | 1988  | Zumaia           |
| XIX     | 1989  | San Juan         |
| XX      | 1990  | San Juan         |
| XXI     | 1991  | San Juan         |
| XXII    | 1992  | Donibaneko       |
| XXIII   | 1993  | Ciudad Santander |
| XXIV    | 1994  | Castropol        |
| XXV     | 1995  | Castropol        |
| XXVI    | 1996  | Santoña          |
| XXVII   | 1997  | Pedreña          |
| XXVIII  | 1998  | Astillero        |
| XXIX    | 1999  | Astillero        |
| XXXe    | 2000  | Astillero        |
| XXXI    | 2001  | Ciudad Santander |
| XXXII   | 2002  | Astillero        |
| XXXIII  | 2003  | Mecos            |
| XXXIV   | 2004  | Astillero        |
| XXXV    | 2005  | Astillero        |
| -       | 2006  | non disputée     |
| -       | 2007  | non disputée     |
| XXXVI   | 2008  | Astillero        |
| XXXVII  | 2009  | Astillero        |